# Stazione di Kita-Sabae
La stazione di Kita-Sabae (北鯖江駅?, Kita-Sabae-eki) è una fermata ferroviaria della città di Sabae, nella prefettura di Fukui in Giappone. La stazione è gestita dalla JR West e serve la linea principale Hokuriku).

## Linee
JR West
■ Linea principale Hokuriku

## Struttura
La fermata è costituita da due marciapiedi laterali con due binari passanti, collegati da passerella.
| 1 | ■ Linea principale Hokuriku | per Tsuruga e Maibara |
| 2 | ■ Linea principale Hokuriku | per Fukui e Kanazawa  |

## Stazioni adiacenti
| 《                        | Servizio                  | 》                        |
| Linea principale Hokuriku | Linea principale Hokuriku | Linea principale Hokuriku |
| ------------------------- | ------------------------- | ------------------------- |
| Sabae                     | Locale                    | Ōdoro                     |
| Il Rapido non ferma       |                           |                           |